# ミンファ
ミンファ（明花、2006年6月23日 - ）は鯖江市西山動物園で飼育されているシセンレッサーパンダ。何度か脱走騒ぎを起こしたことから脱走の女王の異名を持つ。

## 概要
大柄で、高い身体能力を持っている。性格はおっとりとしておりマイペース。飄々としている。
「チャタ」との間に５頭、「ガイヤ」との間に4頭の仔を産んだ。
鯖江市の菓子店で「ミンファのたからもの」というブッセが販売されている。パッケージにはミンファの写真が使われている。

## 脱走

### 2008年 西山動物園
市川市動植物園で生まれたミンファは、1歳9ヶ月のとき鯖江市西山動物園へ移動した。一ヶ月後、ミンファはフェンスを飛び越えて園外へ脱走。警察官も出動し約150人体制で捜索したが当日中に発見されなかった。
当時福井市の民家で飼われていたシェパードの「ランス号」は職員とともに西山公園を捜索し、ミンファの足取りを察知した。翌日、動物園から1キロ以上離れた民家の近くの道路の側溝内で発見されたミンファは、吹き矢で麻酔を打たれ捕獲された。鯖江市はランス号に感謝状を贈った。
脱走から2年後、チャタとの間に双子を出産。翌2011年にチャーミン、2012年にソウソウ、2013年にミルキーを出産した。

### 2014年 王子動物園
7歳9ヶ月のとき、ミンファはブリーディングローンによって西山動物園から神戸市立王子動物園へ移動した。
公開初日、屋外運動場に出たミンファは展示スペース間の仕切りに爪を掛けてよじ登った。
動物園職員は仕切り板に50センチ幅のベニヤ板を貼りつけてミンファ返しを作ったが、容易に乗り越えたミンファは雄のレッサーパンダ、ガイアの部屋へ侵入。ミンファ返しに反りを付け足すと、最初は登れなかったがやがて乗り越えた。
最終的に王子動物園は屋外展示場の仕切り板を爪のかからないアクリル板に取り替えて擬岩に爪がかからないように改修した。当時妊娠中であったミンファにストレスを与えないよう、大きい音の出る工事は行わなかった。
翌年の夏、ミンファは仕切り板を乗り越えた先で出会ったガイアとの子供2頭を出産。
1頭は出生後すぐに死亡したが、もう1頭のティアラはすくすくと育った。
その冬、王子動物園はミンファが屋外展示場に出てくるのに備え、再び改修工事を行った。
ミンファは、2017年に双子のジャズとメロディを出産した。

### 娘 ティアラの脱走
2015年7月6日、ミンファとガイアの間に生まれたティアラ。王子動物園でレッサーパンダが生まれたのは25年ぶりであり来園者の投票により決まった名前には「王子動物園のお姫様」というイメージが込められている。
2016年3月16日に西山動物園へ移動したティアラ。
2日後の午後3時頃、新築の「レッサーパンダのいえ」屋外運動場にあった水道栓を足場に約1.5メートルの塀を乗り越え園外へ脱走。
約３時間後に動物園の北にある山で木に登っていたところを捕獲された。
捕獲されたティアラは健康状態に問題はないがしょんぼりした様子であった。
ティアラの脱走後、西山動物園はレッサーパンダのいえ屋外展示場の塀のかさ上げや遊具の設置を行った。工事の間非公開であった屋外展示場は4月26日から公開された。

## 年表
- 2006年6月23日 - 市川市動植物園で誕生[3]
- 2008年3月20日 - 鯖江市西山動物園へ移動[3][7]
  - 2008年4月22日 - フェンスを飛び越えて脱走[2][16][7]
- 2010年6月28日 - ミンミンとファファを出産[9]
- 2011年7月17日 - チャーミンを出産[10]
- 2012年7月8日 - ソウソウを出産[11]
  - 2012年9月12日 - ソウソウが人口哺育になる[11]
- 2013年7月7日 - メスのミルキーを出産[12][注釈 3]
- 2014年3月10日 - 神戸市立王子動物園へ移動[13]
  - 2014年12月18日 - チャタが死亡[4][注釈 4]
- 2015年7月6日 - ガイアとの間にティアラを出産[13][注釈 5]
  - 2015年末 - ミンファ返し改修工事[14]
  - 2016年3月16日 - ティアラが西山動物園へ移動[18]
  - 2016年3月18日 - ティアラが脱走[2]
- 2017年7月6日 - 双子のジャズとメロディを出産[13][注釈 6]
- 2019年2月20日 - 西山動物園に移動[3]。ファンの間でＳＮＳを通じてすぐに広まる[2]
  - 西山動物園の飼育員曰く「若いころに比べてすっかり落ち着いているが、美形は相変わらずで、毛のつやのよさは若い雌と変わらない」[2]
- 2019年3月23日 - 一般公開開始[2]
- 2019年8月 - 来園者から「足をひきずっている」「食べ物が口からこぼれている」などの声が寄せられる。園は病気の可能性もあるが早急に治療を施すほどではなく加齢による影響が大きいと考え高低差の少ない非公開の飼育スペースに移動[7]
  - 食欲旺盛で体重が約７.５キロに増加したためダイエット[7]
- 2019年9月 - 公開[7]
  - 2020年12月1日 - ソウソウが膵炎で死亡[22][注釈 7]
  - 2021年8月22日 - チャーミンが死亡。享年10歳[23][注釈 8]。